# Droga przez piekło
Droga przez piekło – amerykański kryminał z 1997 roku na podstawie książki Johna Ridleya.

## Główne role
- Sean Penn – Bobby Cooper
- Nick Nolte – Jake McKenna
- Jennifer Lopez – Grace McKenna
- Powers Boothe – Szeryf Virgil Potter
- Claire Danes – Jenny
- Joaquin Phoenix – Toby N. Tucker (TNT)
- Jon Voight – Ślepy
- Billy Bob Thornton – Darrell

## Nagrody i nominacje
Złota Malina 1997
- Najgorsza reżyseria – Oliver Stone (nominacja)
- Najgorszy aktor drugoplanowy – Jon Voight (nominacja)